# Kobernaußerwald

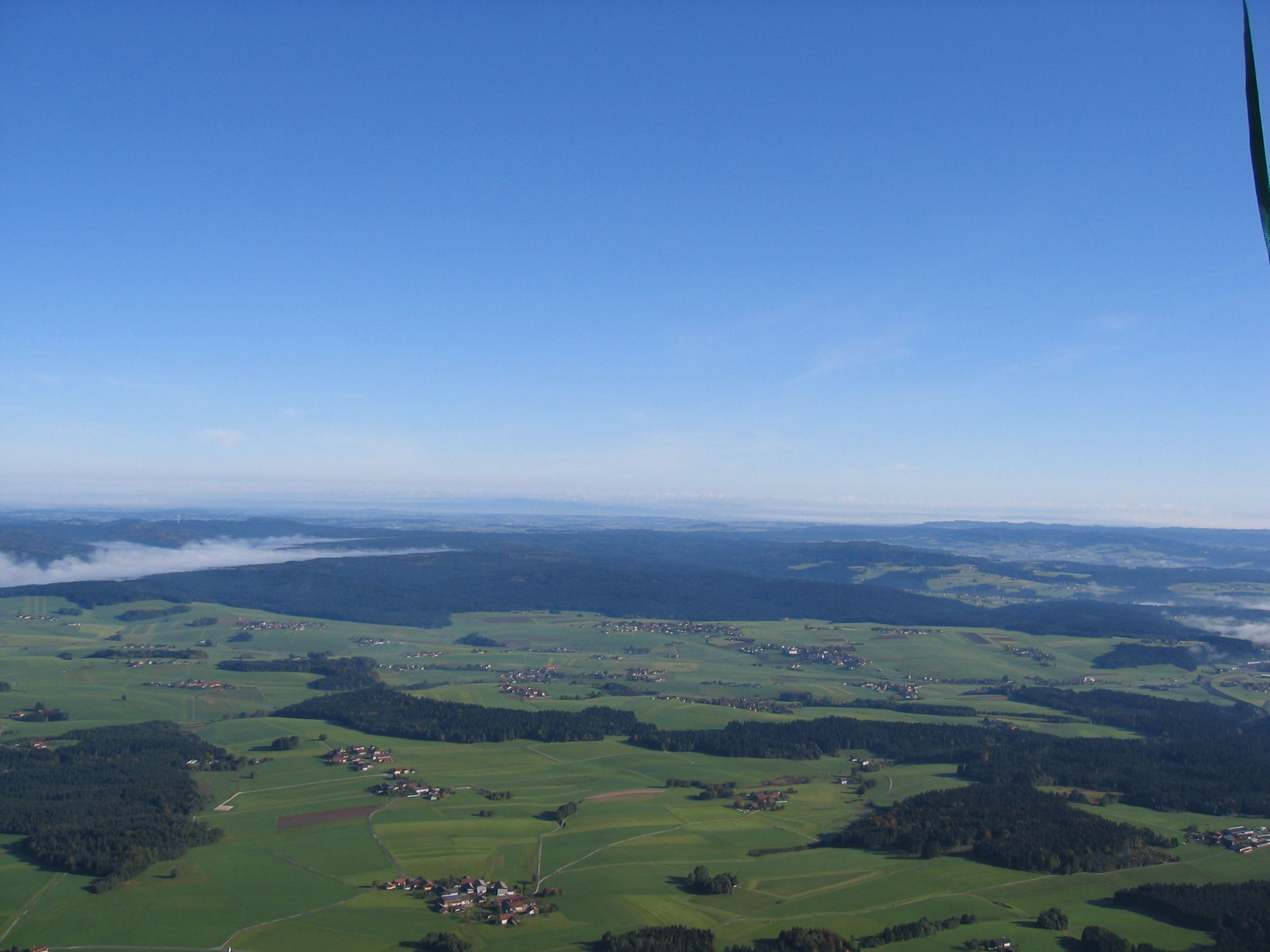
Kobernaußerwald

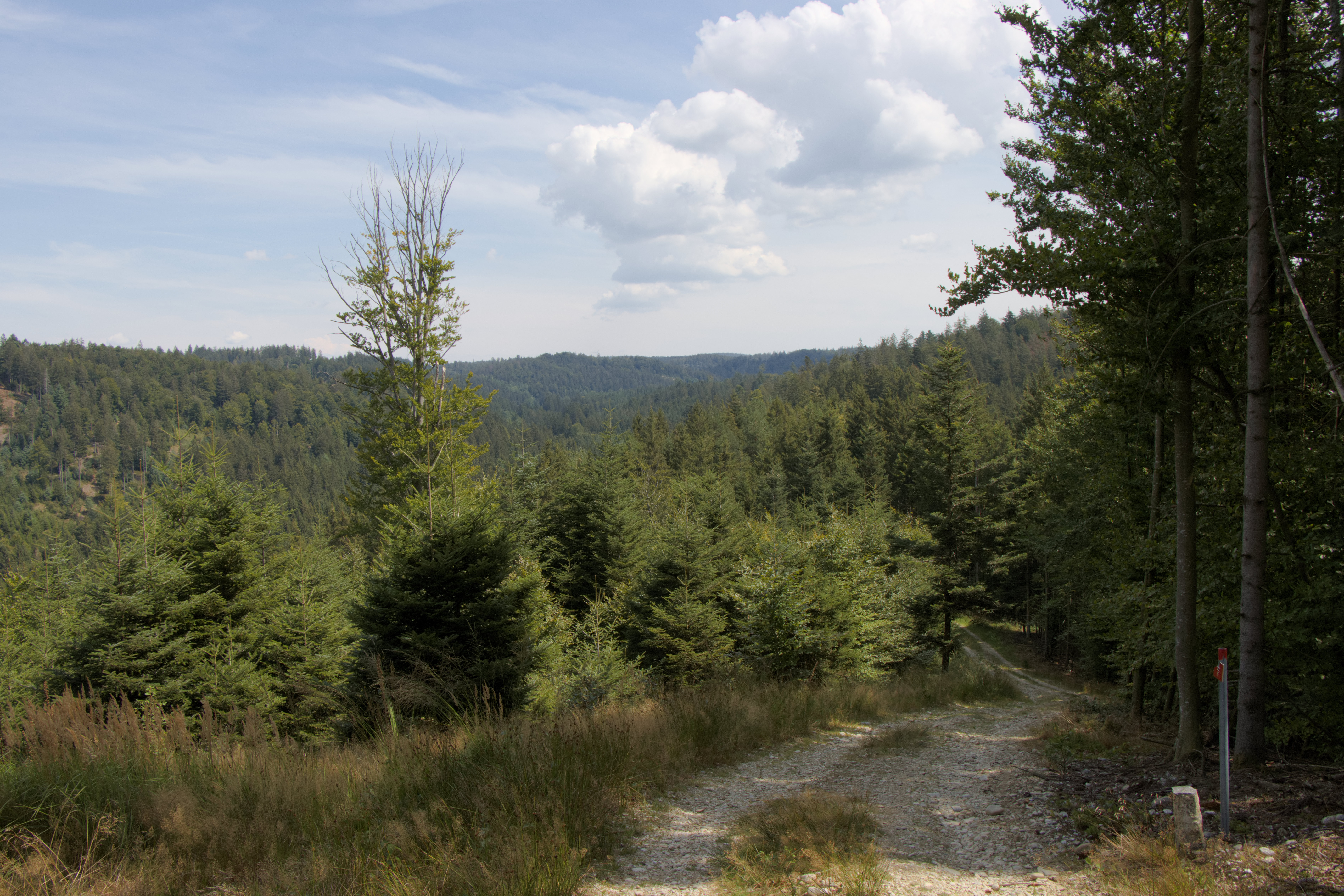
Der Kobernaußerwald im Gemeindegebiet von Munderfing

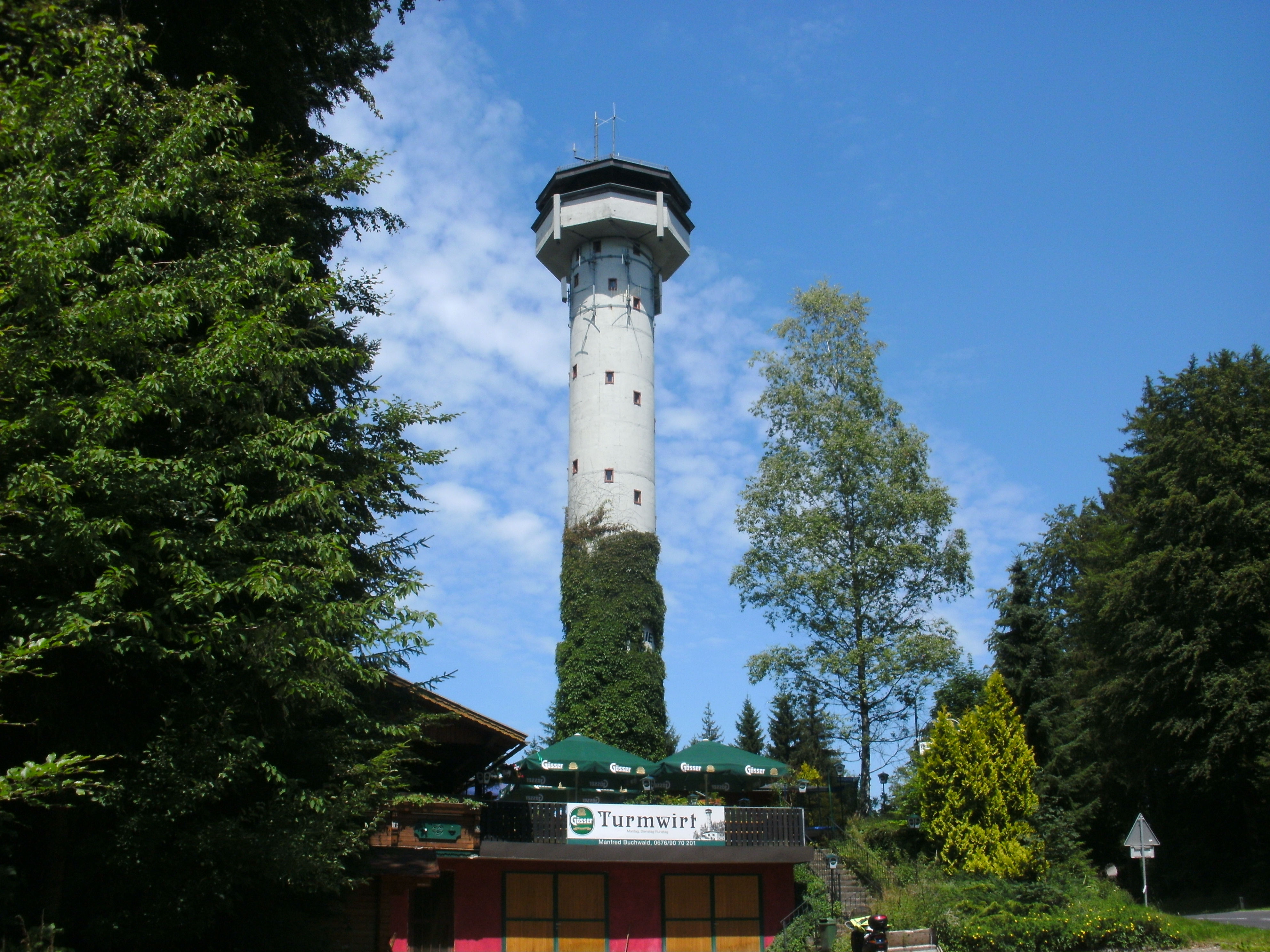
Kobernaußerwaldwarte

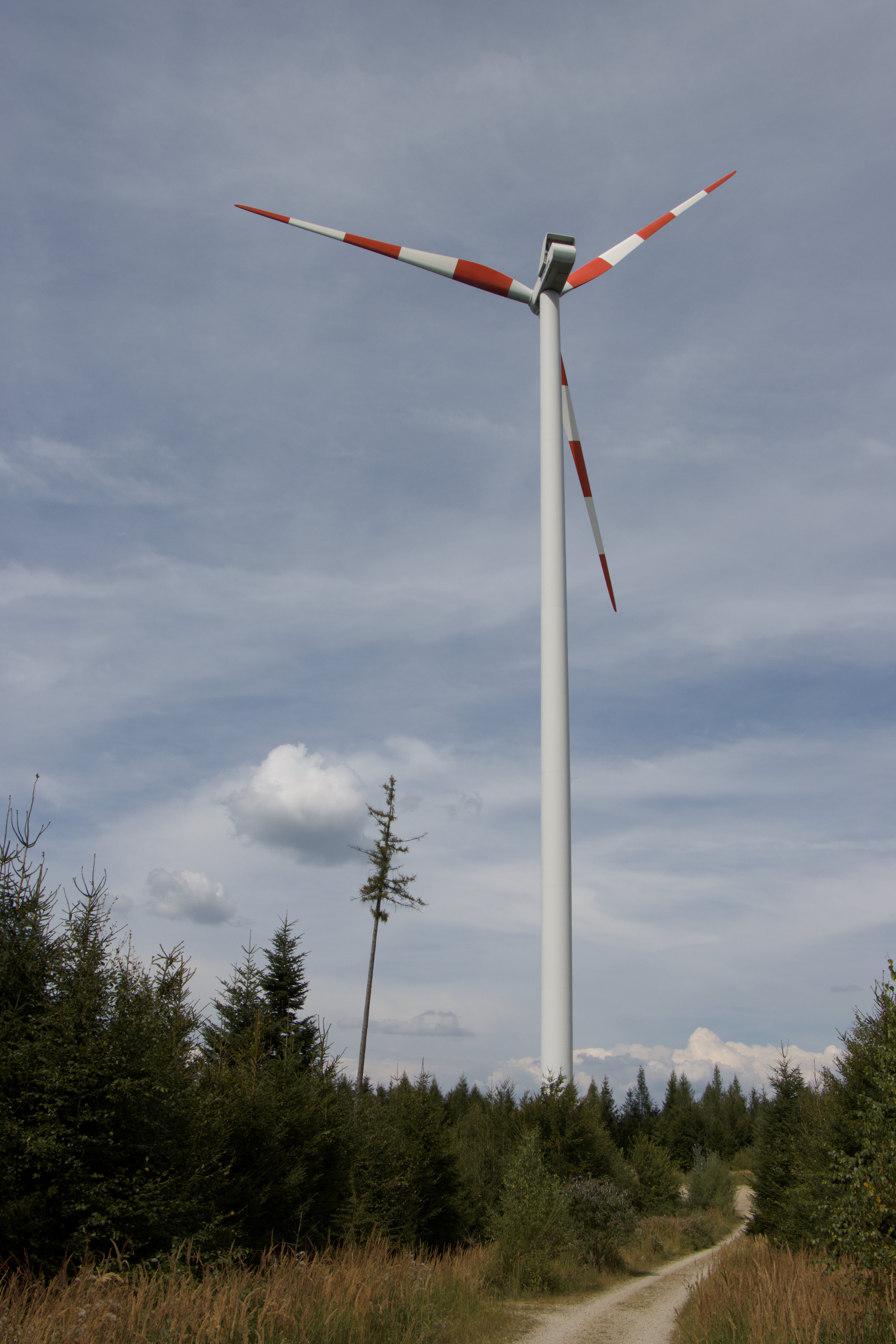
Windpark Munderfing

Der Kobernaußerwald (auch Kobernaußer Wald) ist eine mittelgebirgige Hügelkette im Alpenvorland Österreichs, die den Westteil des Hausruck-und-Kobernaußerwald-Zuges bildet und gleichzeitig ein Teil der Grenze zwischen dem Inn- und Hausruckviertel ist. Mit 767 m ü. A. ist der Steiglberg die höchste Erhebung dieser breiten, bewaldeten, siedlungs- und verkehrsarmen Schotterplatte. Auf dem Steiglberg befindet sich die Kobernaußerwaldwarte (Ortschaft Stelzen in der Gemeinde Lohnsburg am Kobernaußerwald).
Geologisch gesehen liegt der Kobernaußerwald im so genannten Molassebecken und ist ein Rest der zuletzt angelagerten Vorlandmolasse.
Im Zentrum des Kobernaußerwaldes liegt der Waldanteil bei etwa 90 %; zusammen mit dem Hausruckwald ist er eines der größten zusammenhängenden Waldgebiete Mitteleuropas. Der Kobernaußerwald besteht vorwiegend aus Nadelhölzern (ca. 80 %), wobei die Fichte mit ca. 75 % den bedeutend größten Teil einnimmt.

## Eigentümerverhältnisse
Bis 1779 war das Gebiet ein Teil von Bayern und es wurde als Höhnhart bezeichnet, vgl. Hardt. Mit dem Frieden von Teschen wurde der Bayerische Erbfolgekrieg beendet, das Gebiet kam zu Oberösterreich und ging in österreichisches Staatseigentum über.
1853 wurden die zahlreichen Servitutsrechte weitgehend abgelöst. Dadurch gingen im Kobernaußerwald rund 4400 ha Wald in Privateigentum über. Bis 1874 wurde der gesamte Kobernaußerwald zur Staatsentschuldung an Privateigentümer verkauft. 1940 wurde der Kobernaußerwald den Reichsforsten des Deutschen Reiches eingegliedert. Das Eigentum und die Verwaltung des Kobernaußerwaldes wurden 1949 der Republik Österreich (den Österreichischen Bundesforsten) übertragen.
Aktuell ist der Wald großteils in Privatbesitz.

## Name
Der Name des Kobernaußerwaldes (kommt von dem Gemeindeteil Kobernaußen von Lohnsburg am Kobernaußerwald) ist einer der Ortsnamen in Oberösterreich mit romanischer Wurzel, der noch aus der Zeit stammt, als das Gebiet zur römischen Provinz Noricum ripense gehörte, bzw. wurde er von der verbliebenen weiter romanisch sprechenden Bevölkerung tradiert. Darin steckt das lateinische Wort caverna, für Höhle, das dann in die mittellateinischen Verbindungen cavernosa via und cavernosus iter für Hohlweg einging.
Auch rund um den Kobernaußerwald gibt es einige Orte mit romanischen Namen, etwa Gurten bei Ried (curtina = kleiner Hof), Plain bei Pöndorf (plana = flaches Feld), Gampern (campus = Feld) oder der Irrsee, der auf einen Romanen mit dem Namen Ursus (der Bär) zurückgeht. Daneben gibt es germanische Ortsnamen, die auf verbliebene alpenromanische Siedlungen hindeuten, wie Straßwalchen oder Walchen bei St. Georgen im Attergau.

## Bevölkerung
Besonders in den am Nordrand des Kobernaußerwald liegenden Ortschaften bildeten sich aufgrund der geografischen Lage und Abgeschiedenheit zu den jeweiligen Gemeindehauptorten eigene Gemeinschaften. Noch immer werden die Bewohner der direkt am Kobernaußerwald liegenden Dörfer in den Gemeinden Lohnsburg, Mettmach und Waldzell als "Wallner" (sprich: Woina) bezeichnet.
Aber auch die Gemeinden Maria Schmolln (Wallfahrtsort) und Sankt Johann am Walde sind dafür bekannt, dass sich dort aufgrund der Abgelegenheit ganz eigene Brauchtume entwickelten beziehungsweise halten konnten, die anderswo längst in Vergessenheit geraten sind.